# Договор об Илийском крае
Договор об Илийском крае (кит. 伊犁條約), также известный как Петербургский договор (кит. 聖彼得堡條約), был посвящён демаркации границ между Российской империей и маньчжурской империи Цин, которая добивалась сохранения контроля над Илийским краем (историческая территория на севере современного Синьцзян-Уйгурского автономного района в долине реки Или). Таким образом, 10-летний Кульджинский кризис в российско-цинских отношениях был завершён.
Соглашение было подписано 12 (24) февраля 1881 года в Санкт-Петербурге дипломатическим агентом Цинской империи в России, министром в Великобритании и Франции Цзэн Цзицзэ с цинской стороны и товарищем министра иностранных дел, управляющим азиатским департаментом Николаем Гирсом и послом Российской империи в Китае Евгением Бюцовым с российской стороны.

## Условия
По условиям договора, большая часть Илийского края (порядка 80 %) была передана империи Цин. Тем не менее, довольно значительная часть территории Илийского края площадью около 23 тыс. км² была передана Российской империи с тем, чтобы все желающие войти в российское подданство могли там поселиться. Ныне эта территория занимает большую часть Уйгурского, Райымбекского и Панфиловского районов Алматинской области и Жетысуской область Казахстана. На северном участке новая граница прошла по реке Хоргос. Последовавшая за заключением договора миграция уйгуров и дунган положила начало формированию крупных диаспор этих народов на территории Российской империи, СССР, а затем и среднеазиатских республик. Договор также уточнил российско-китайскую границу в районе озера Зайсан и реки Чёрный Иртыш и определил порядок решения пограничных вопросов. В целом, данный договор дополнил Пекинский договор 1860 года и завершил демаркацию российско-цинской границы, которая соответствует границе между КНР и республикой Казахстан в её современном виде.